# Кестымка
Кестымка, Кестым — река в России, протекает по Балезинскому району Республики Удмуртия. Устье реки находится в 319 км по левому берегу реки Чепца. Длина реки составляет 16 км, площадь бассейна — 74 км².
Исток реки находится на Красногорской возвышенности у деревни Верх-Кестым в 10 км юго-западнее посёлка Балезино. Река течёт на северо-восток по безлесой местности, протекает сёла Пыбья и Кестым; деревни Верх-Кестым, Нурызово. В районе сёл Пыбья и Кестым на реке плотины и запруды. Притоки Извилька, Тополтам, Дунайка (левые). Высота устья — 139,6 м над уровнем моря.
Впадает в Чепцу в 8 км к северу от центра Балезино.

## Данные водного реестра
По данным государственного водного реестра России относится к Камскому бассейновому округу, водохозяйственный участок реки — Чепца от истока до устья, речной подбассейн реки Вятка. Речной бассейн реки — Кама.
Код объекта в государственном водном реестре — 10010300112111100033063.